# Síndrome de Korsakov
A síndrome de Korsakoff é um distúrbio caracterizado por perda de memória, tremores, desorientação, diminuição da inibição e perda de visão. Pode resultar na apresentação clássica de confabulação, em que lacunas de memória são preenchidas com informações falsas. Geralmente é um distúrbio de longo prazo, muitas vezes permanente.
Ocorre devido a uma deficiência de tiamina (vitamina B1), frequentemente associada ao alcoolismo, embora outras causas também possam levar à condição. O mecanismo subjacente envolve danos às células do cérebro e da medula espinhal. Faz parte de um espectro de doenças conhecido como síndrome de Wernicke-Korsakoff, juntamente com a encefalopatia de Wernicke. O diagnóstico é baseado nos sintomas após a exclusão de outras causas.
O tratamento é iniciado com administração de tiamina. Pode ser necessário também corrigir distúrbios eletrolíticos. As medidas a longo prazo podem incluir a reabilitação da memória e a institucionalização. A síndrome de Korsakoff desenvolve-se em cerca de 80% das pessoas com encefalopatia de Wernicke não tratada. Afeta menos de 2% da população. Recebeu o nome de Sergei Korsakoff, um neuropsiquiatra russo que a descreveu no final do século XIX.